# Fred Karno
Frederick John Westcott (Exeter, 26 maart 1866 – Lilliput, 18 september 1941), beter bekend onder zijn artiestennaam Fred Karno, was een Engels theaterimpresario in de Britse music hall. Karno is bekend als de uitvinder van de taart-in-het-gezicht grap. Om censuur te omzeilen ontwikkelde Karno gedurende de jaren negentig van de negentiende eeuw een vorm van sketch-comedy zonder dialoog. Opvoeringen als "Jail Birds" (1896) waarin gevangenen trucs uithalen met de gevangenisbewaarders en "Early Birds" (1903) waarin een kleine man een grotere schurk weet te verslaan kunnen gezien worden als voorlopers van stomme film comedy.

## Carrière
Onder de jonge komieken die voor hem werkten waren Charlie Chaplin en zijn plaatsvervanger, Arthur Jefferson, die later de naam Stan Laurel aan zou nemen. Zij waren onderdeel van wat later bekend zou worden als “Fred Karno's Army”.
Met de opkomst van film raakte de populareit van music hall in verval. Als gevolg hiervan ging Karno in 1925 bankroet.
In 1929 vertrok Karno naar de Verenigde Staten en werd door de Hal Roach Studios als schrijver-regisseur voor diens filmprojecten ingehuurd. Hier kwam hij weer in contact met zijn protegé Stan Laurel. Na een korte maar onsuccesvolle periode keerde hij in 1930 terug naar Engeland om daar meerdere korte films te schrijven en te produceren.

## Latere jaren
Karno spendeerde zijn laatste jaren in Lilliput, een wijk van de Engelse stad Poole, als gedeeld eigenaar van een slijterij die hij met financiële hulp van Charlie Chaplin wist te kopen.
Zijn woonboot, de Astoria, op de Theems in Hampton is nu in gebruik als opnamestudio door Pink Floyd's David Gilmour.

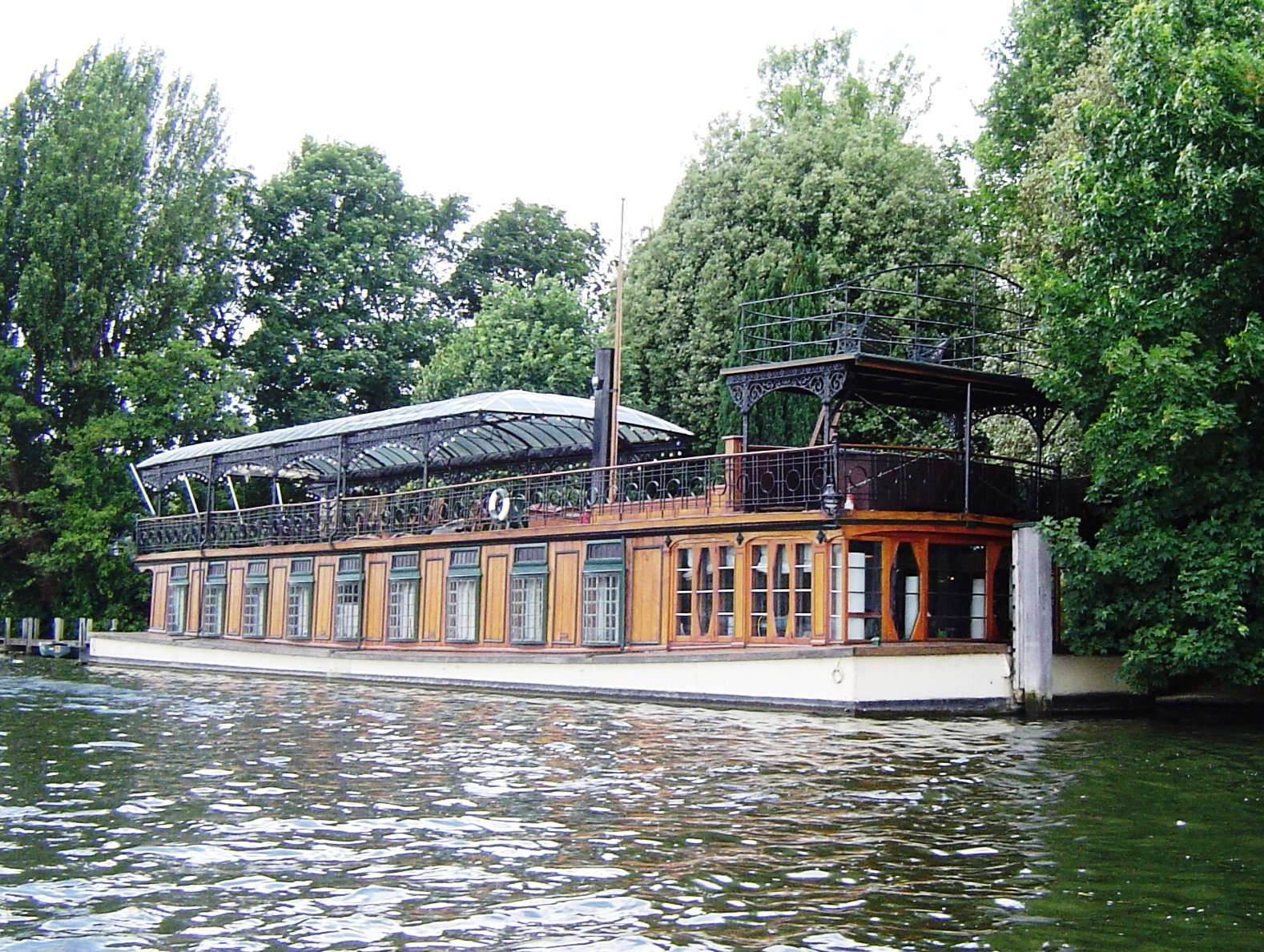
Fred Karno's woonboot "Astoria"